# Pohjoissuomenkarja
La pohjoissuomenkarja est une race bovine finnoise. Elle porte en anglais le nom de northern finncattle.

## Origine
Elle vient du nord de la Finlande, dans les régions de Carélie et Savonie. C'est une race issue de bovins autochtones, croisés avec du bétail étranger introduit au XVIe puis aux XIXe et XXe siècles (Angeln, ayrshire, shorthorn...). 
Son herd-book ouvert en 1905 a été fusionné avec celui de la länsisuomenkarja. La race était considérée comme disparue dans les années 1970, mais il existe toujours environ 250 vaches et 25 taureaux. 100% des vaches sont accouplées avec les taureaux pohjoissuomenkarja.

## Morphologie
Elle porte une robe blanche. Le mouchetage est autorisé. La population est sans cornes et les muqueuses sont sombres. 
La vache pèse 400 kg pour 118 cm au garrot et le taureau 650 kg pour 128 cm[réf. souhaitée].

## Aptitudes
C'est une race classée mixte à tendance laitière. Elle produit annuellement 4000L par lactation d'un lait riche en k-caséine B recherché par l'industrie fromagère[réf. souhaitée]. 
Elle est appréciée pour son adaptation au climat nordique.